# Parc national Dzanga-Ndoki
Le parc national Dzanga-Ndoki est un parc national de la République centrafricaine situé au sud-ouest du pays dans la zone des forêts denses du domaine Guinéo-Congolais. Il couvre une superficie de 1 143 km2.
La faune rencontrée est très diversifiée : on y trouve par exemple des chimpanzés, des éléphants, des calaos, des perroquets du Gabon, des genettes, des gorilles...
Il fait partie du patrimoine mondial de l'UNESCO, depuis 2012, avec les autres aires protégées du Trinational de la Sangha.